# Srdoči
Srdoči (olaszul: Sérdoci), Fiume városrésze Horvátországban, Tengermellék-Hegyvidék megyében.

## Fekvése
Srdoči Fiume északnyugati részén található. Délen Grbci és Zamet, nyugaton Kantrida, keleten Gornji Zamet városnegyedeivel határos. Északnyugaton Kastav község Ćikovići települése, északkelettel pedig Viškovo község Marinići települése határolja.

## Története

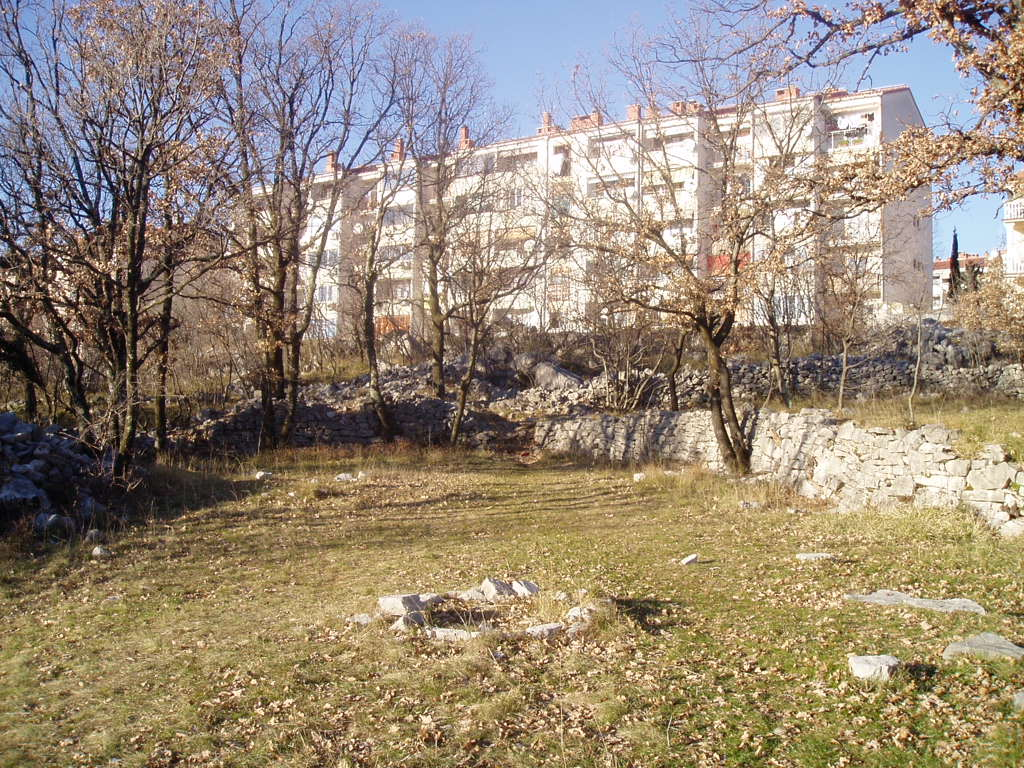
Lakóház a városrészen 2005-ben

## Nevezetességei
Szent Kereszt templom

## Kultúra
A „Mavrica” egyesület a helyi kulturális örökség és a hagyományok ápolására jött létre.

## Oktatás
Srdoči általános iskola

## Sport
- Moji Srdoči sportegyesület
- Srdoči sportközpont